# Viechtach

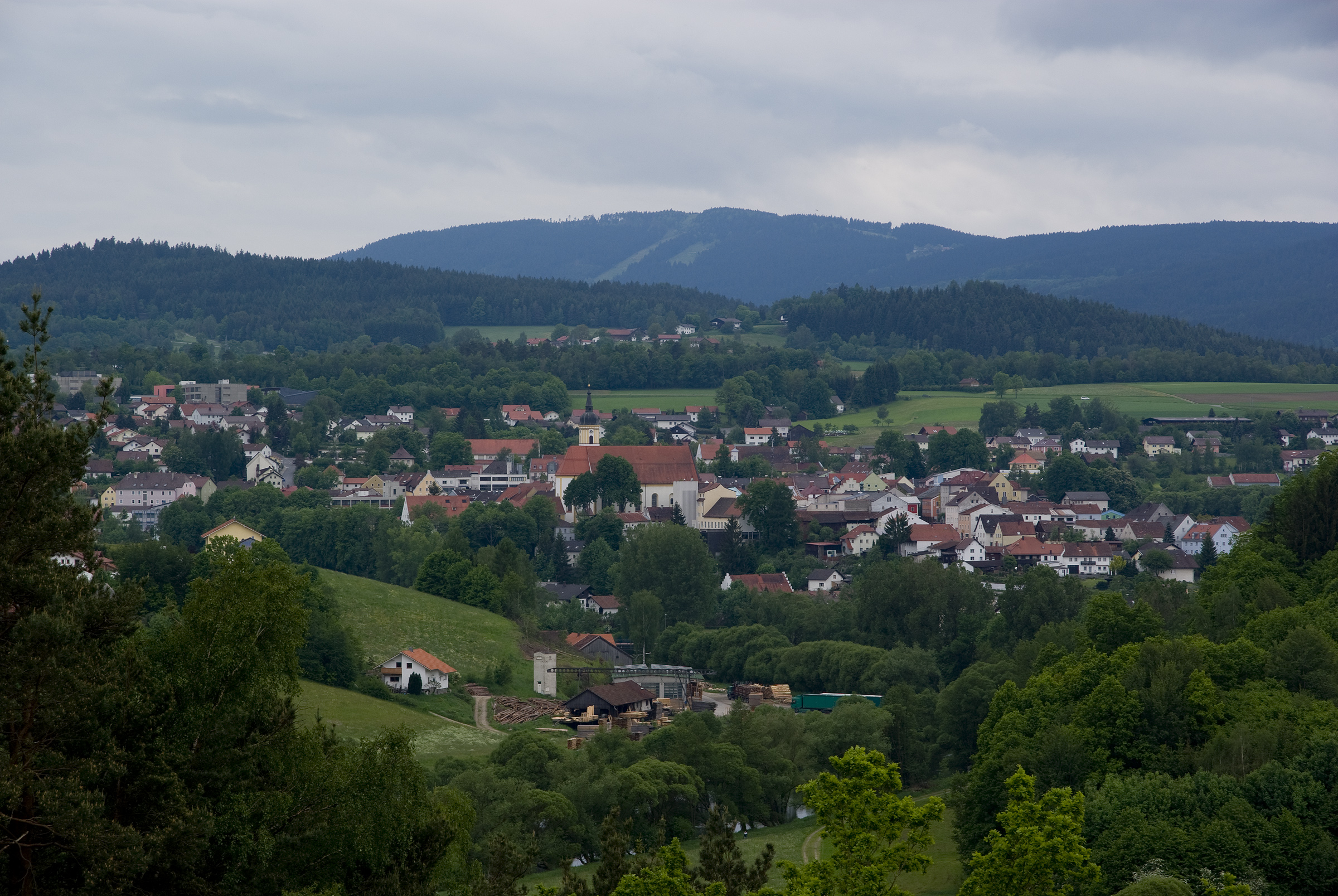

Viechtach är en stad i Landkreis Regen i Regierungsbezirk Niederbayern i förbundslandet Bayern i Tyskland.